# Rotary International

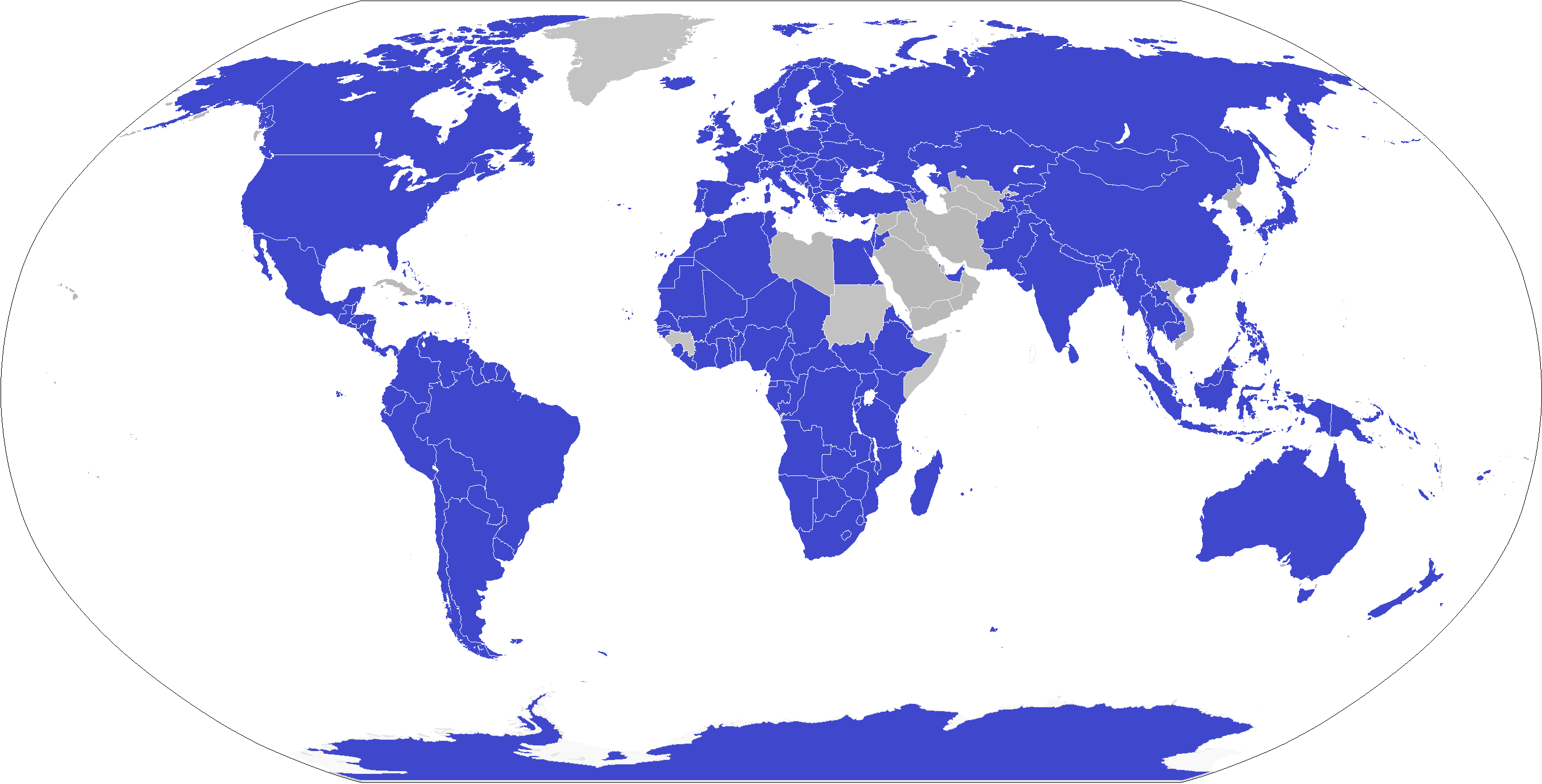
Mapa de la presencia mundial de la organización Rotary International

Rotary International es una organización internacional y club de servicio cuyo propósito es reunir a líderes empresariales y profesionales universitarios y no universitarios, con el fin de prestar servicios humanitarios en sus comunidades, promover elevadas normas de ética en todas las ocupaciones y contribuir a fomentar la buena voluntad y la paz en el mundo. Rotary está integrado por clubes rotarios, organizados en más de 200 países y regiones geográficas, que llevan a cabo proyectos para abordar los problemas del mundo actual, como por ejemplo: el analfabetismo, las enfermedades, la pobreza y el hambre, la falta de agua potable y el deterioro del medio ambiente natural, a la vez que fomentan la aplicación de elevadas normas de ética en sus respectivos campos.
La Fundación Rotaria es la entidad privada del mundo que otorga el mayor número de becas educativas internacionales,[cita requerida] sufragando anualmente el intercambio de más de 1000 becarios que cursan estudios en el extranjero y desempeñan el papel de embajadores culturales. Rotary también colabora con siete prestigiosas universidades del mundo a fin de proveer la oportunidad de obtener una maestría en estudios sobre la paz y la resolución de conflictos.
Fundada en Chicago, Illinois, en 1905, como la primera organización mundial de clubes dedicada al servicio voluntario, Rotary se extendió rápidamente alrededor del mundo. Hoy en día, los clubes se reúnen semanalmente para planificar proyectos de servicio, debatir temas locales y globales, y disfrutar del compañerismo. Los clubes son entidades aconfesionales y apolíticas, abiertas a todas las razas, costumbres, culturas y credos.

## Características de la organización
Rotary International (RI) reúne a líderes para intercambiar ideas y emprender acciones para mejorar las comunidades del mundo entero. Cada año (30 de junio y 1 de julio) se renuevan las autoridades (presidente, secretario, tesorero y macero) por elección de los miembros, lo cual hace que las responsabilidades se vayan adquiriendo en forma rotativa por un período acotado, con objeto de evitar algún tipo de manejo discrecional.
Los clubes están agrupados en distritos organizados sobre la base de cantidad de clubes y cantidad de socios, lo que deriva en que la extensión geográfica de los mismos sea muy variable.
Cada distrito tiene un gobernador/a que se renueva anualmente y es elegido por representantes de los clubes que lo integran. Para ocupar la gobernación es necesario haber sido presidente de un club, con participación activa en proyectos de servicio y demostrar conocimiento del funcionamiento de la organización.

Rotary Internacional es dirigido por un presidente que, al igual que toda la directiva, se renueva anualmente. Cada nuevo presidente lanza un lema que marca el rumbo para cada año rotario. 

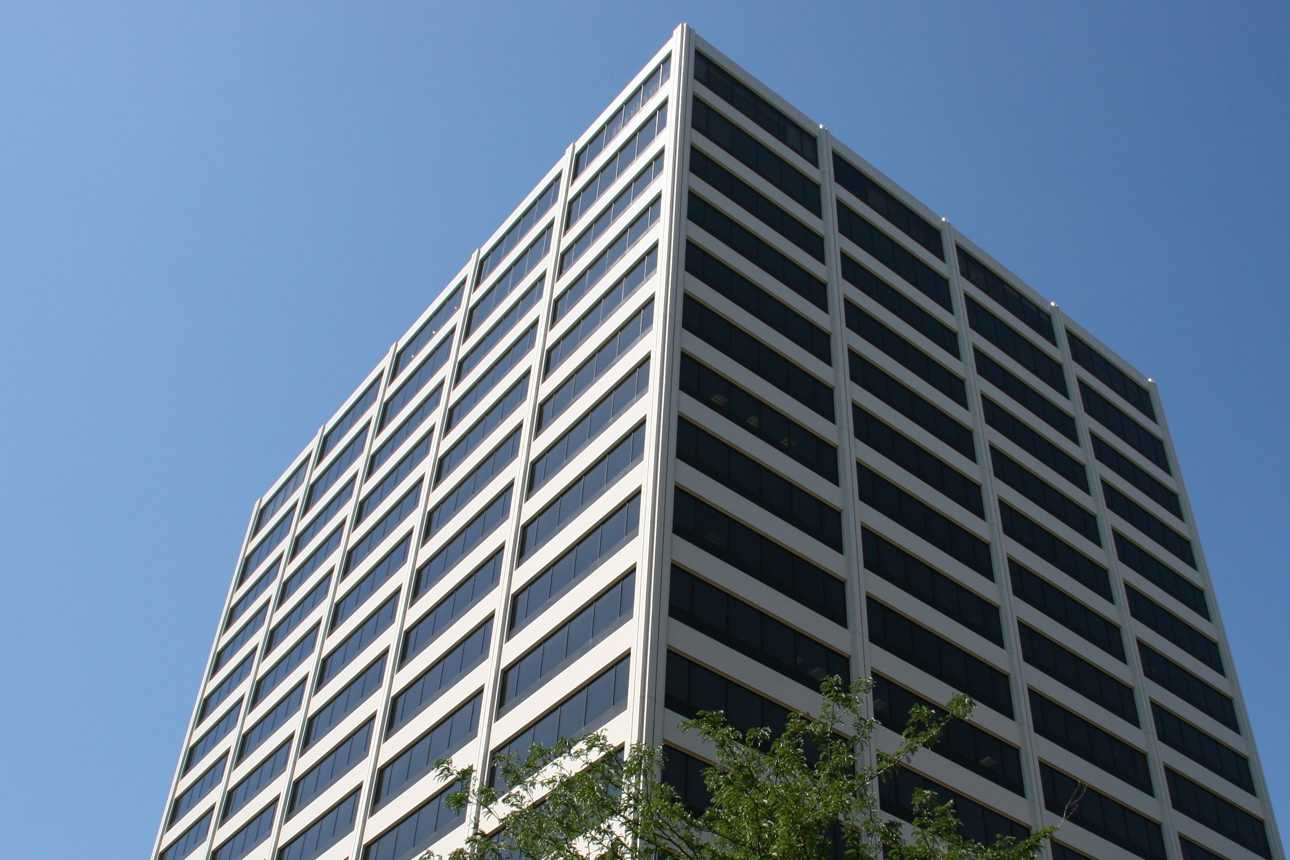
Sede central de Rotary International, en el 1560 de la avenida Sherman, Evanston (Illinois).

Hasta 1989, los clubes rotarios estuvieron conformados únicamente por hombres pero tras demandas el Tribunal Supremo de EE.UU. el Consejo de Legislación aprueba la eliminación del requisito en los Estatutos de RI de limitar solamente a los varones la afiliación a los clubes. A partir de ese momento, las mujeres tienen la posibilidad de afiliarse a los clubes rotarios en todo el mundo y para el 2016 el número de mujeres ha sobrepasado las 250 000 socias.  Previamente las mujeres sólo podían unirse a la organización a través de sus esposos o sus padres y formaban lo que se conocía como Inner Wheel (Comité de Damas). Aún subsisten muchos Comités de Damas, al igual que clubes exclusivamente masculinos donde se niega tácitamente el ingreso femenino, así como otros conformados exclusivamente por damas.
Otros clubes rotarios auspician organizaciones como Rotaract, un club de servicio para jóvenes, hombres y mujeres de 18 a 30 años, con un número actual de 175 000 miembros en todo el mundo repartidos en 7500 clubes en 155 países; Interact, clubes de servicio que reúnen a más de 220 000 jóvenes de entre 12 y 18 años;  el nuevo grupo llamado Kinderact Club, a partir de los 4 a 11 años, repartidos entre 9600 clubes en 117 países; y finalmente, los Grupos Rotarios para Fomento en la Comunidad (RCC), una organización de voluntarios que, en un número estimado de 103 000 hombres y mujeres no rotarios, se distribuye en 4400 comunidades en 68 países.[cita requerida]
La afiliación a Rotary se obtiene a través de la invitación de un socio y se extiende a líderes profesionales y empresariales de las diferentes áreas del quehacer humano, aunque, como no se desea establecer una organización elitista, se considera que todas las ocupaciones legales son aceptables, y se admiten todas ellas en la medida que se desempeñen con honestidad y ética. Cada club puede tener hasta un 10 % de miembros representantes de cada línea de comercio o profesión en el área geográfica donde sirven. La afiliación está abierta a todos los empresarios (hombres y mujeres de negocios) y profesionales que tengan cierto liderazgo en sus respectivas comunidades, aunque naturalmente la riqueza o el éxito no es un criterio que se considere para ser miembro.

### Objetivo
El objetivo de esta organización es estimular y fomentar el ideal de servicio como base de toda empresa digna y, en particular, estimular y fomentar:
Primero. El desarrollo del conocimiento mutuo como ocasión de servir.
Segundo. La observancia de elevadas normas de ética en las actividades profesionales y empresariales; el reconocimiento del valor de toda ocupación útil y la dignificación de la propia en beneficio de la sociedad.
Tercero. La puesta en práctica del ideal de servicio por todos los rotarios en su vida privada, profesional, y pública. 
Cuarto. La comprensión, la buena voluntad y la paz entre las naciones, a través del compañerismo de personas que en ellas ejercen actividades profesionales y empresariales, unidas en torno al ideal de servicio.
La meta de los clubes es promover el servicio a la comunidad en la cual trabajan, así como colaborar para el bienestar general de todo el mundo. Muchos proyectos se han organizado para una comunidad local por un solo club, pero igualmente hay muchos clubes que los han organizado de manera global entre varios.

## Historia

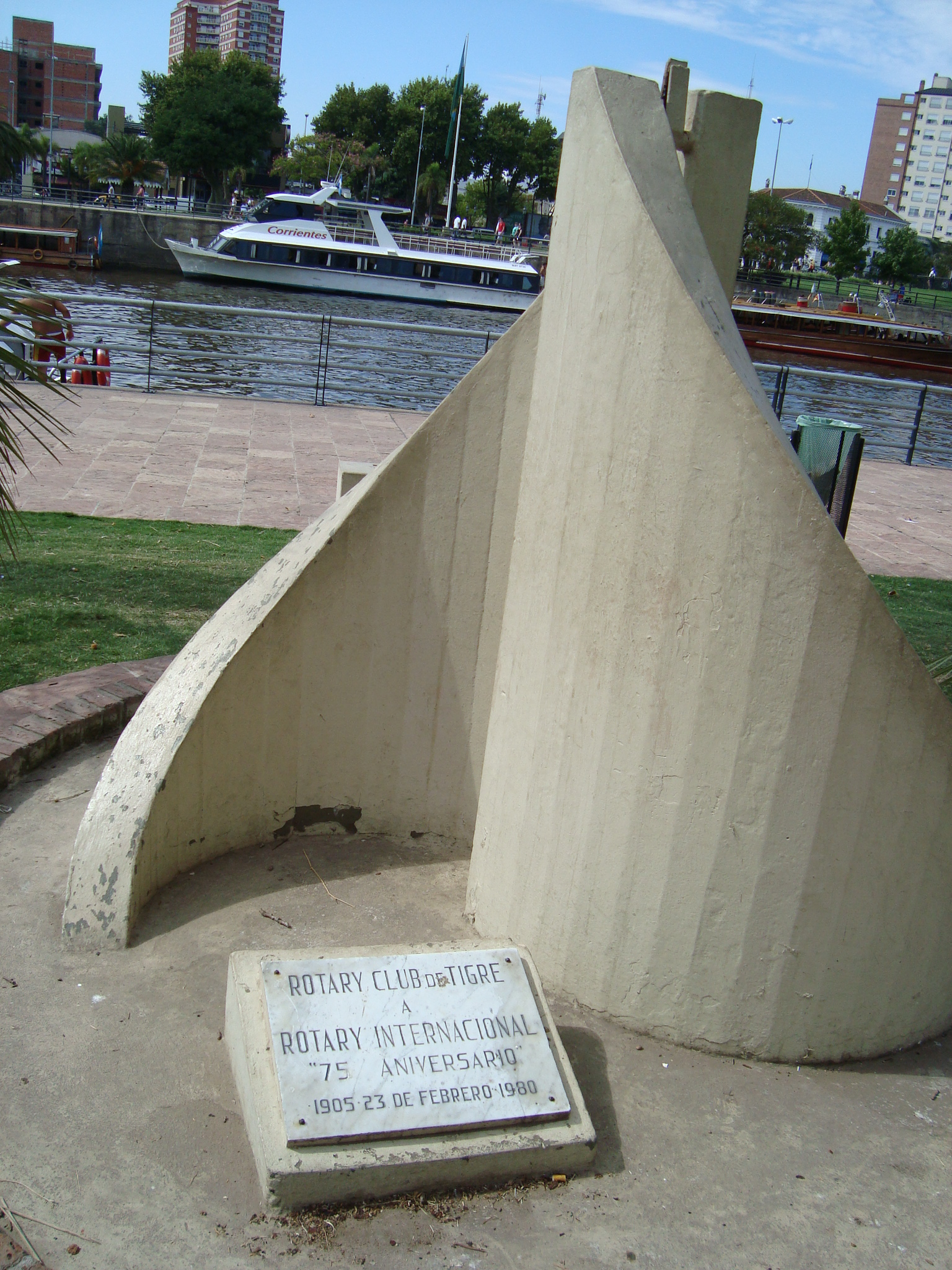
Monumento en Tigre (Argentina)

El primer club de servicio del mundo, un club rotario, fue fundado el 23 de febrero 1905 en la ciudad de Chicago por el abogado Paul Harris y tres amigos suyos: Silvester Schiele, negociante de carbón; Gustavus H. Loehr, ingeniero de minas, e Hiram E. Shorey, sastre. Decidieron que sólo podrían ingresar al Club los que fueran invitados por algún socio y tuvieran una profesión diferente de las de los socios anteriores. Al poco tiempo se dieron cuenta del potencial que tenían y se dispusieron a ayudar a su comunidad. Se nombraron cinco "avenidas de servicio" en el organigrama:
1. Servicio al club.
2. Servicio a través de la ocupación.
3. Servicio a la comunidad.
4. Servicio internacional.
5. Servicio a las nuevas generaciones.

De este modo se cumplía con el objetivo de Rotary.
El objetivo de Rotary es estimular y fomentar el ideal de servicio como base de toda empresa digna, y en particular, estimular y fomentar:
1. El conocimiento mutuo y la amistad como ocasión de servir.
2. La observancia de elevadas normas de ética en las actividades profesionales y empresariales; el reconocimiento del valor de toda ocupación útil y la dignificación de la propia en beneficio de la sociedad.
3. La puesta en práctica del ideal de servicio por todos los rotarios a su vida privada, profesional y pública.
4. La comprensión, la buena voluntad y la paz entre las naciones, a través del compañerismo de las personas que en ellas ejercen actividades profesionales y empresariales, unidas en torno al ideal de servicio.

La Asociación Nacional de Clubes Rotarios fue formada en 1910; el nombre Rotary fue escogido debido a que las reuniones originales tenían lugar en diferentes locales de los miembros de la organización, que rotaban e intercambiaban a lo largo del tiempo. Este nombre fue cambiado a Rotary International en 1922, porque en aquel momento ya se habían creado muchas ramificaciones en otros países. El Rotary Club de Madrid, España, fue el primero en la Europa continental.
Las Avenidas de Rotary dejaron de ser parte del organigrama de la junta directiva de los clubes rotarios y cambiaron a cinco comités: Administración, Membresía, RRPP, Fundación Rotaria y Proyectos.

## Proyectos de servicio

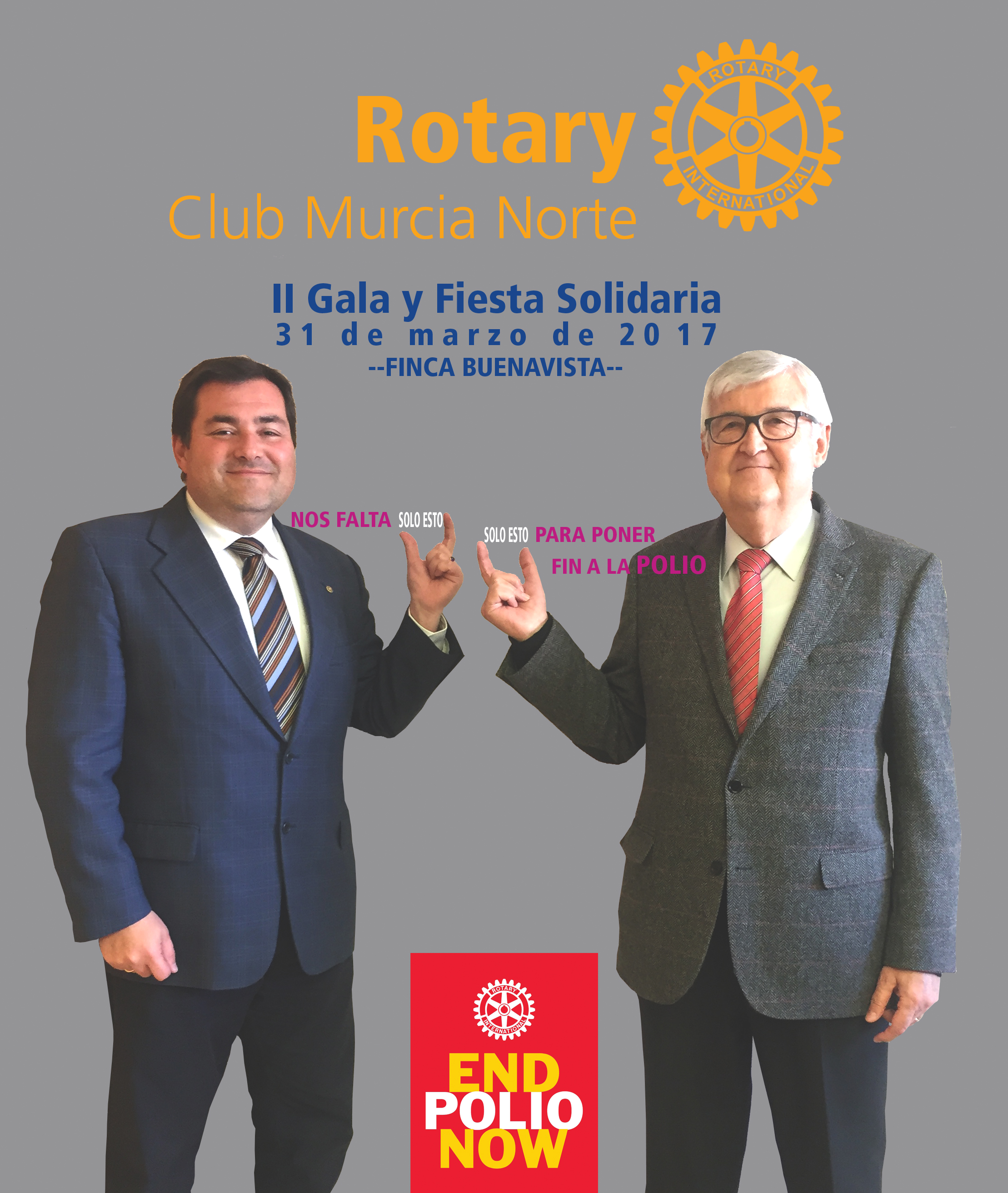
Desde Rotary Club Murcia Norte se ha lanzado una campaña que culminará con una gala benéfica de recaudación de fondos para apoyar al proyecto Polio Plus de la Fundación Rotaria.

El proyecto globalmente conocido más importante es Polio-Plus, propuesto por Carlos Canseco, un mexicano que presidía Rotary International (1984-1985). Se inspiró en la Real Expedición Filantrópica de la Vacuna de Francisco Javier Balmis, uno de los grandes hitos de la historia de medicina (1803-1806). Propuso a un grupo de médicos que, si la enfermedad de la poliomielitis se transmitía de boca en boca, al vacunar a todos los niños posibles el mismo día, la vacuna también se transmitiría de boca en boca a los que no lograran vacunar. Los médicos le dijeron que esto no era así pero no podían probar lo contrario, por lo que se inició a vacunar masivamente con el proyecto Polio Plus, que está contribuyendo a erradicar la polio. Desde su inicio en 1985, los rotarios han contribuido a que este proyecto movilice más de 3850 millones de dólares y decenas de miles de horas-hombre, en el trabajo que han realizado de forma voluntaria para inocular más de mil millones de vacunas a niños del mundo.[cita requerida] El objetivo es proteger contra el mal a más de 2000 millones de niños de 122 países.

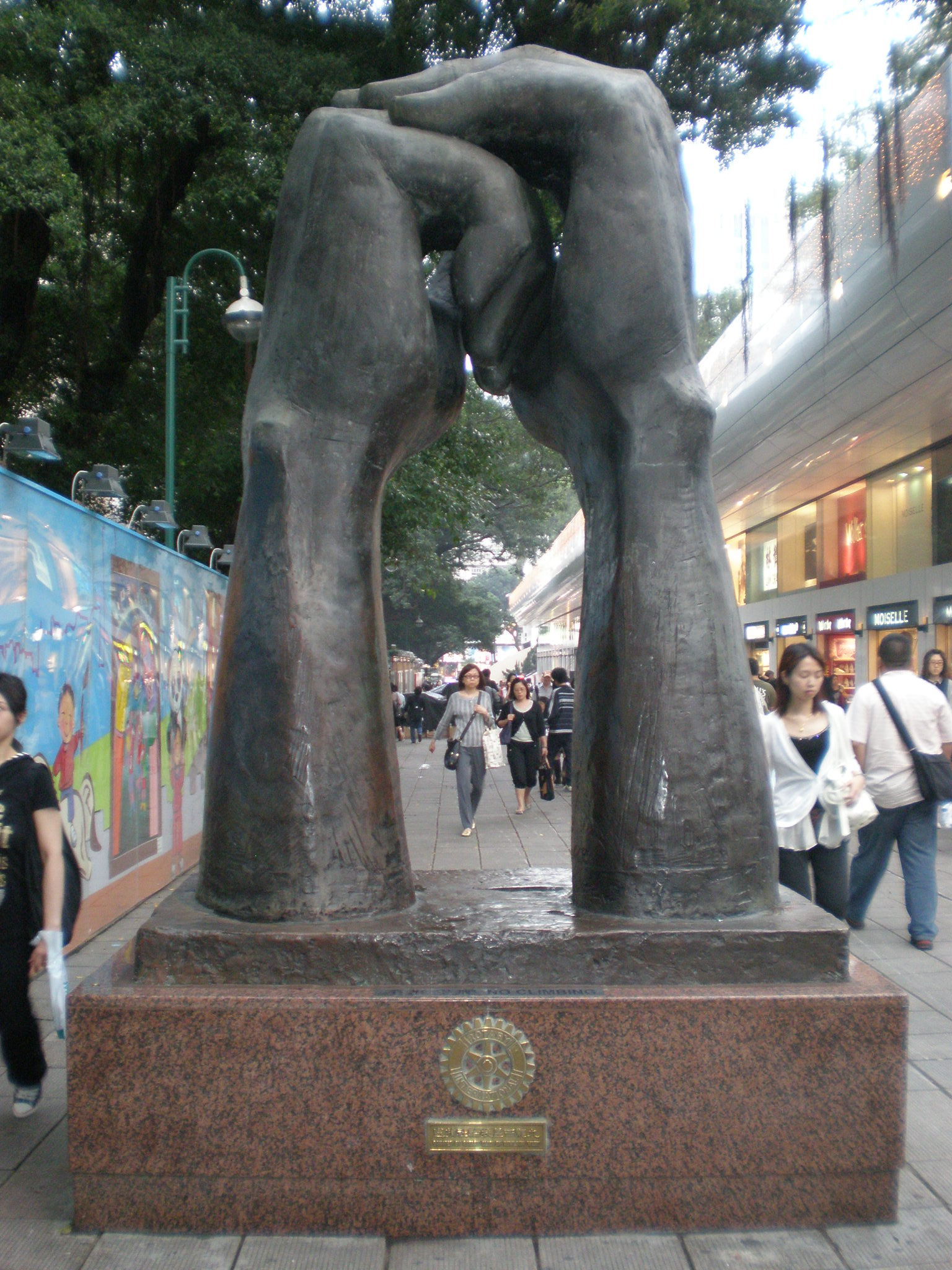
Una estatua realizada por Van Lau en la entrada este del parque Kowloon en Kowloon, Hong Kong; donación del Rotary Club de Kowloon West.

### Proyecto End Polio Now

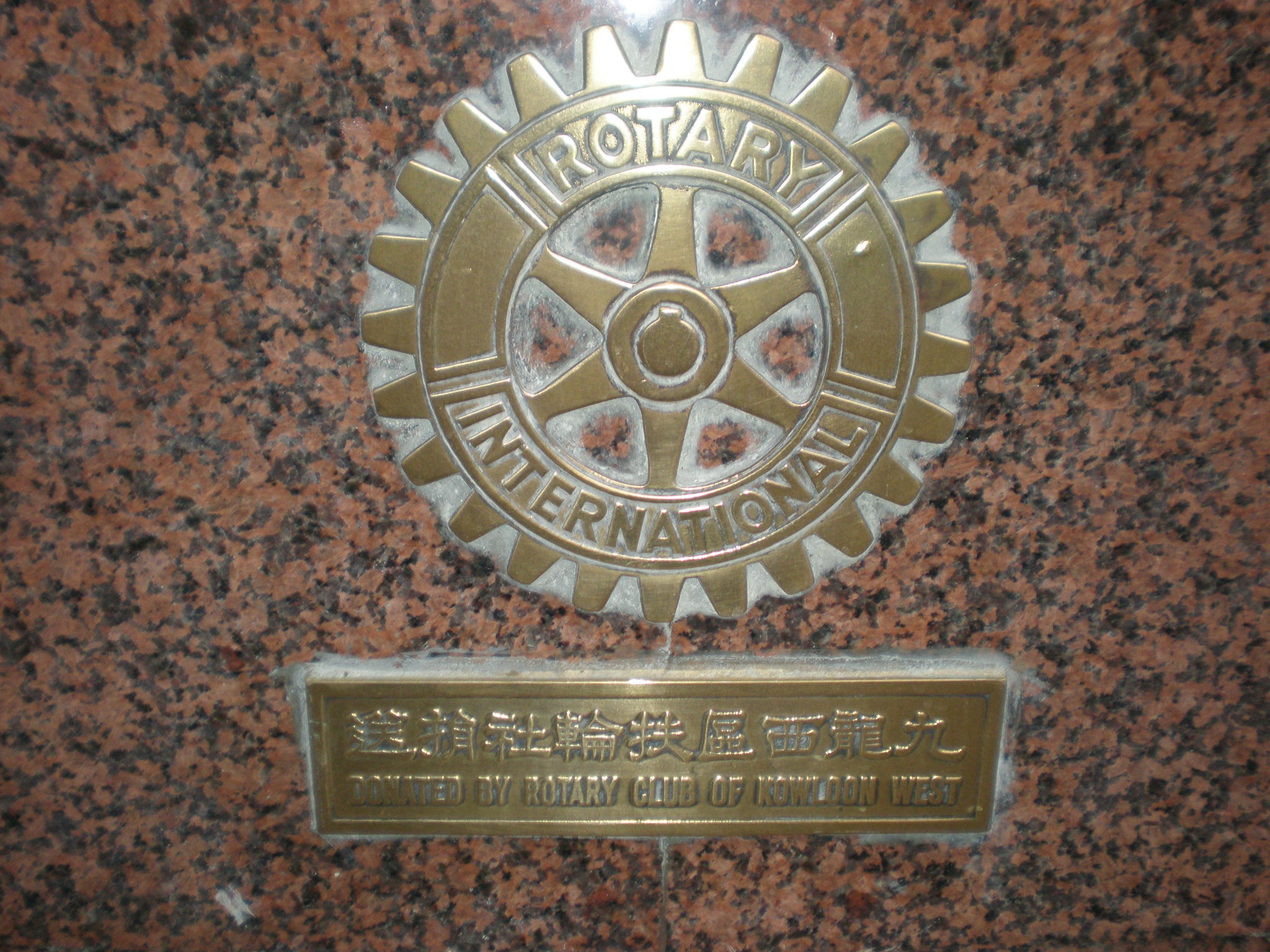
Detalle de la placa colocada en la estatua de Van Lau.

Rotary International comenzó en 1979 un proyecto que pretendía adquirir y suministrar vacunas contra la polio a más de 6 millones de filipinos. En 1985 se lanzó el proyecto Polio Plus desde la fundación rotaria. El programa Polio Plus se considera la mayor iniciativa internacional en el campo de la salud pública. Inicialmente se marca el objetivo de recaudar 120 millones de USD. 
En 1988, la Organización Mundial de la Salud (OMS) aprobó una resolución para erradicar la polio a más tardar en el año 2000. Ahora, en colaboración con UNICEF, la Organización Mundial de la Salud y el Centro de Control de las Enfermedades y Prevención de los Estados Unidos, Rotary es reconocido por las Naciones Unidas como un importante socio en este esfuerzo de erradicación.
En el 2012 hubo menos de 300 casos de polio en el mundo contra 385 000 casos en 1988. En el 2009, Rotary International había destinado cerca de 800 millones USD a erradicar la polio. Entonces, la Fundación Bill y Melinda Gates lanza un reto para realizar un donativo de 355 millones al que Rotary respondió con una campaña de recaudación de más de 200 millones a través de los clubes rotarios.
En 2011 se lanza la campaña de sensibilización social "solo esto", a la que se unen multitud de personalidades, desde Desmond Tutu, premio Nobel de la Paz hasta deportistas como Pau Gasol. En 2011 se habían sobrepasado los 1000 millones USD de aportación de Rotary para la lucha contra la polio.
En 2014 han transcurrido tres años sin que India registre ningún caso de infección por el poliovirus y la región sudoriental de Asia es declarada libre de polio, quedando casos únicamente en Afganistán, Pakistán y Nigeria. Se espera que para el año 2020 se erradique la polio por completo de la faz de la tierra.

### Programa de intercambio de jóvenes
Otros programas rotarios destacados son el Programa de Intercambio de Jóvenes, un programa de intercambio de estudiantes en el periodo de educación secundaria, y el programa más antiguo de Rotary, las becas embajadoras. Más de 30 000 estudiantes de 100 naciones han estudiado en el extranjero bajo los auspicios de las becas embajadoras, hoy uno de los programas privados de becas internacionales que tiene mayor aporte y prestigio en el mundo. En 2002 y 2003, las subvenciones alcanzaron un total aproximado de 26 millones de dólares, exclusivamente usados para otorgar 1200 becas a beneficiarios de 69 países, que estudiaron en 64 naciones.
En su inicio en 2002, la Fundación Rotaria se asoció con ocho universidades alrededor del mundo para crear los Centros Rotarios para Estudios Internacionales a favor de la paz y la resolución de conflictos. Estas universidades son: Universidad Cristiana Internacional del Japón, Universidad de Queensland en Australia, la Universidad de Ciencias Políticas (Francia), la Universidad de Bradford en Inglaterra, la Universidad del Salvador en Argentina, la Universidad de Carolina del Norte (Estados Unidos), Universidad de Duke (Estados Unidos), y la Universidad de California, Berkeley (Estados Unidos). Los graduados de los centros rotarios para la paz de Rotary completan dos años en programas del nivel máster en la solución de conflictos, estudios sobre la paz y relaciones internacionales. La primera promoción se graduó en 2004. En ese año, los graduandos establecieron la “Asociación de Graduandos para Estudios sobre la paz Mundial de Rotary”, con el objeto de promover la interacción entre los asociados, los rotarios y el público en general en temas relacionados con los estudios sobre la paz.

### Rotary Interact
Interact es un programa de Rotary International para jóvenes con edades entre 12 y 18 años. Los clubes Interact están patrocinados por los clubes rotarios locales, que brindan apoyo y orientación, pero son autónomos y autosuficientes. La membresía del club varía mucho porque los clubes pueden ser de diferente tamaño y género. Los rotarios reclutan a sus miembros entre los estudiantes de las escuelas e institutos de su comunidad. Cada año los clubes Interact completan al menos dos proyectos de servicio comunitario, uno de los cuales fomenta el entendimiento internacional y la buena voluntad. A través de estos esfuerzos, los miembros de Interact desarrollan una red de amistades con los clubes locales y extranjeros, y aprenden la importancia de desarrollar habilidades de liderazgo e integridad personal. Muestran ayuda y respeto por los demás, y entienden el valor de la responsabilidad individual y el trabajo duro. También aprenden a promover el entendimiento internacional y la buena voluntad. En el mundo hay actualmente: 14 911 clubes Interact, 342 953 miembros interactianos y 145 países con clubes Interact.

## Críticas
A partir de una consigna rotaria, que insistía en no vanagloriarse de las obras de ayuda que se realizaban en las diversas comunidades en situación de pobreza, la acción rotaria fue objeto de críticas debido a algunos aspectos de su estructura y obra social.
Según dichas críticas, se trata de una "organización elitista". En teoría, permitía a empresarios, industriales y grandes capitales relacionarse y crear contactos. Se admite abiertamente que se busca tener como miembros a representantes de todos los aspectos económicos de la zona en la que se implanta.

### Rotary y la masonería

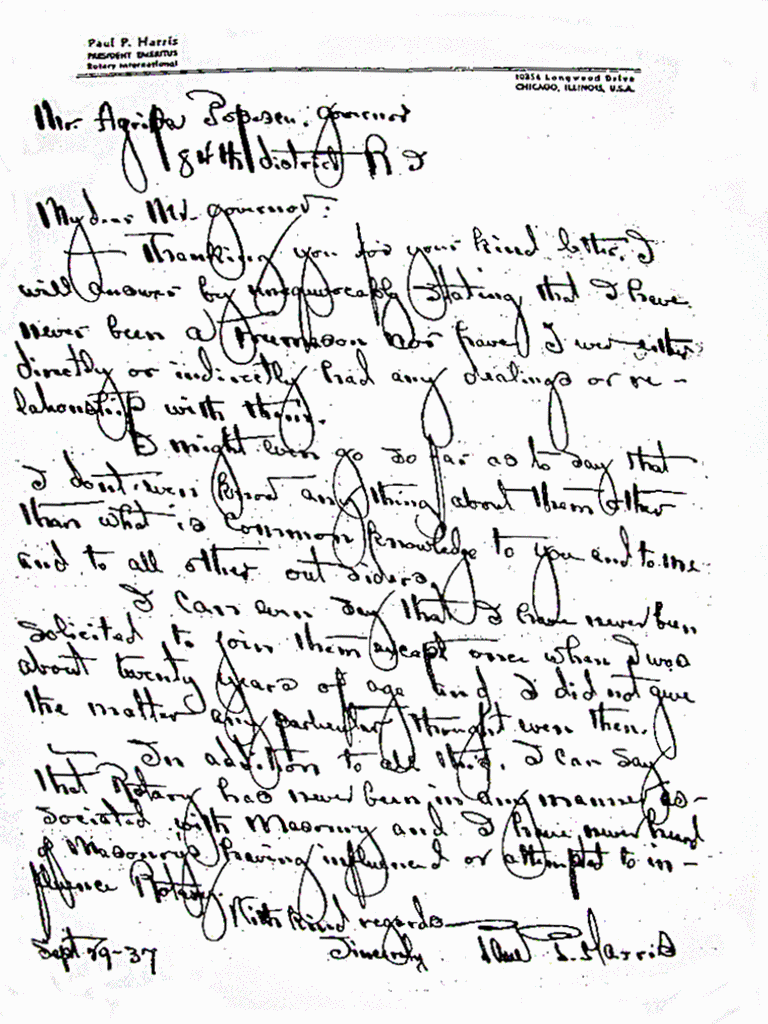
Carta en la que Paul Harris niega su vinculación con la masonería.

Rotary International fue acusada la primera mitad del siglo XX de tener consanguinidad con la francmasonería, vínculo siempre desmentido por sus dirigentes, sin que ello haya sido obstáculo para que algunos de sus miembros lo sean también de una logia masónica, o católicos o cualquier otra religión. El propio Paul Harris declaró expresamente en 1937, en una carta dirigida al entonces gobernador del distrito 84 de R.I. de Rumanía, no haber formado parte de ningún taller masónico.
El fin de ambos son bastante diferentes ya que los rotarios se dedican a prestar servicios humanitarios en sus comunidades y la masonería se dedica a fomentar la fraternidad entre sus miembros, el intercambio de ideas y conocimientos para el enriquecimiento intelectual y espiritual de cada individuo y la sociedad en su conjunto.
Gustavus H. Loehr, uno de los cuatro fundadores del Rotary Club en Chicago en 1905, era masón.

### Rotary y la Iglesia católica
El 20 de diciembre de 1950 el Santo Oficio emitió un decreto aprobado por el papa Pío XII, publicado por el periódico L'Osservatore Romano en enero de 1951, que prohibía la pertenencia del clero católico al Rotary Club porque se consideraba que incumplía el canon 684 del Código de Derecho Canónico de 1917.
La masonería y Rotary no discriminan la participación de personas por su forma de ser o pensar, por lo que es factible que haya personas de todo tipo. El papa Francisco fue miembro del Club Rotario de Buenos Aires, Argentina, en 1999 así como muchos católicos activos lo son en diferentes partes del mundo, ya que el fin Rotario de servir, es acorde al principio de subsidiariedad de la Doctrina Social de la Iglesia Católica.

## Rotarios famosos
Algunos rotarios famosos son:

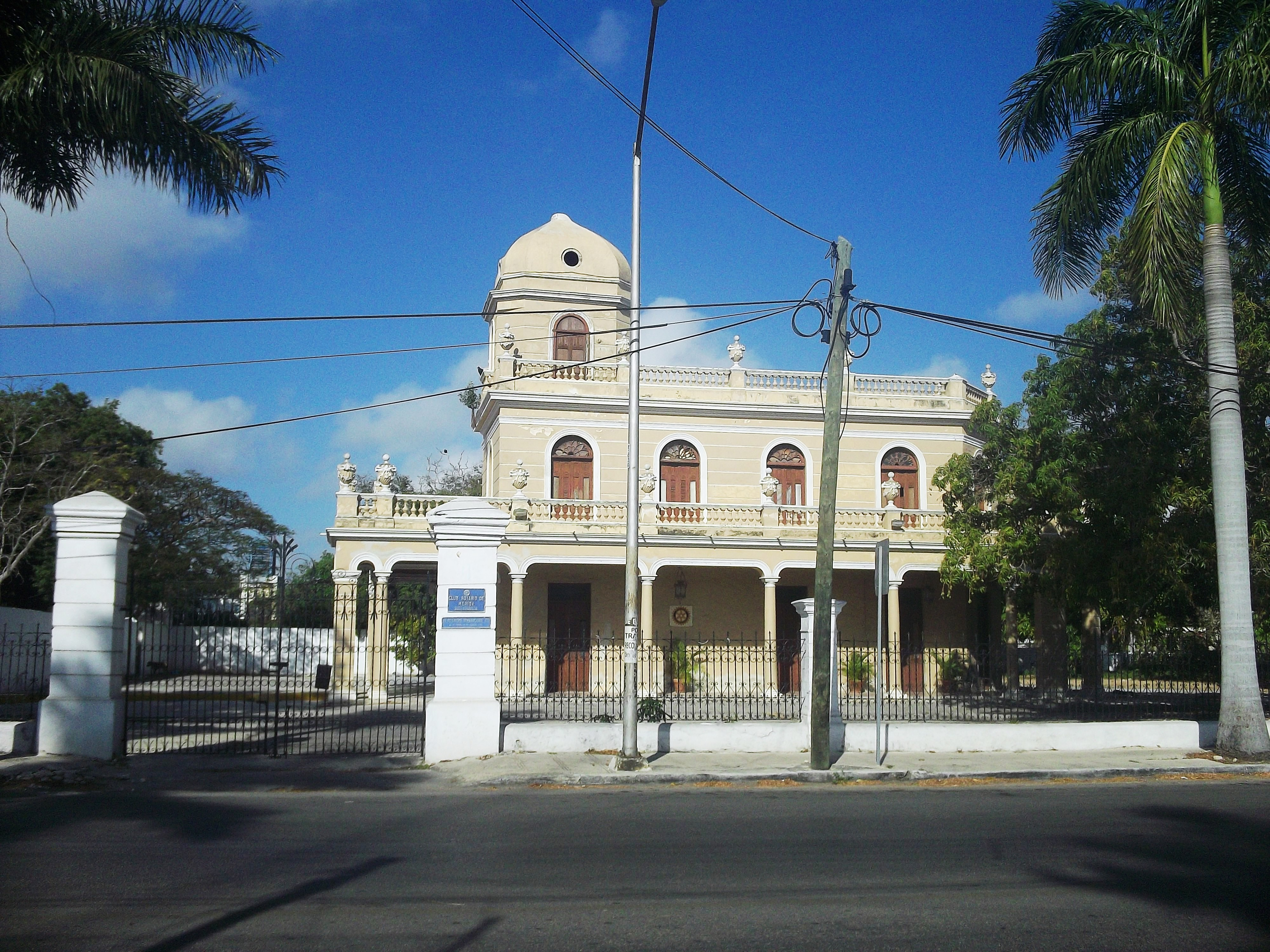
La Casa de la Amistad, sede del Club Rotario Internacional en Yucatán (México)

- Albert Schweitzer, médico, filósofo, teólogo y músico; Alemania / Francia
- Bernardo de Lippe-Biesterfeld, príncipe consorte, Holanda
- Beyoncé Knowles, cantante, Estados Unidos
- Carlos Canseco, médico y presidente de Rotary International, México
- Carlos Melconian, economista y político, Argentina
- Douglas MacArthur, militar, Estados Unidos
- Francisco, Papa católico
- Hassan II de Marruecos, monarca, Marruecos
- Julio César Galindo Pérez, empresario y presidente de coparmex, México
- John F. Kennedy, político, Estados Unidos
- Konosuke Matsushita, industrial, Japón
- Luciano Pavarotti, cantante de ópera, Italia
- Louis Michel, comisario europeo, Bélgica
- Luis Calvo Mackenna, médico, ministro de salud, Chile
- Margaret Thatcher, política, Reino Unido
- María Eugenia Vidal, política, Argentina
- Mario Moreno "Cantinflas", cineasta, México
- Neville Chamberlain, político, Reino Unido
- Nicolas Sarkozy, político, Francia
- Patricio Aylwin, presidente, Chile
- Rainiero III de Mónaco, monarca, Mónaco
- Rodolfo Barili, periodista, Argentina
- Soleiman Franjieh, político, Líbano
- Stephen Hawking, astrofísico, Reino Unido
- Thomas Alva Edison, empresario e inventor, Estados Unidos
- Thomas Mann, escritor, Alemania
- José Antonio Velázquez Turrubiartes, contador público y profesor, México
- Vicente Bianchi, músico, Chile
- Walt Disney, cineasta y empresario, Estados Unidos
- José Luis García Palacios, Presidente de la Caja Rural, España
- Guillermo Gonzáles Zúñiga, Contador Público y Empresario, México